# باريت جوزيف
باريت جوزيف (بالإنجليزية: Barrett Deems)‏ هو عازف جاز أمريكي، ولد في 1 مارس 1914 في سبرينغفيلد في الولايات المتحدة، وتوفي في 15 سبتمبر 1998 في شيكاغو في الولايات المتحدة بسبب ذات الرئة.

## معرض صور

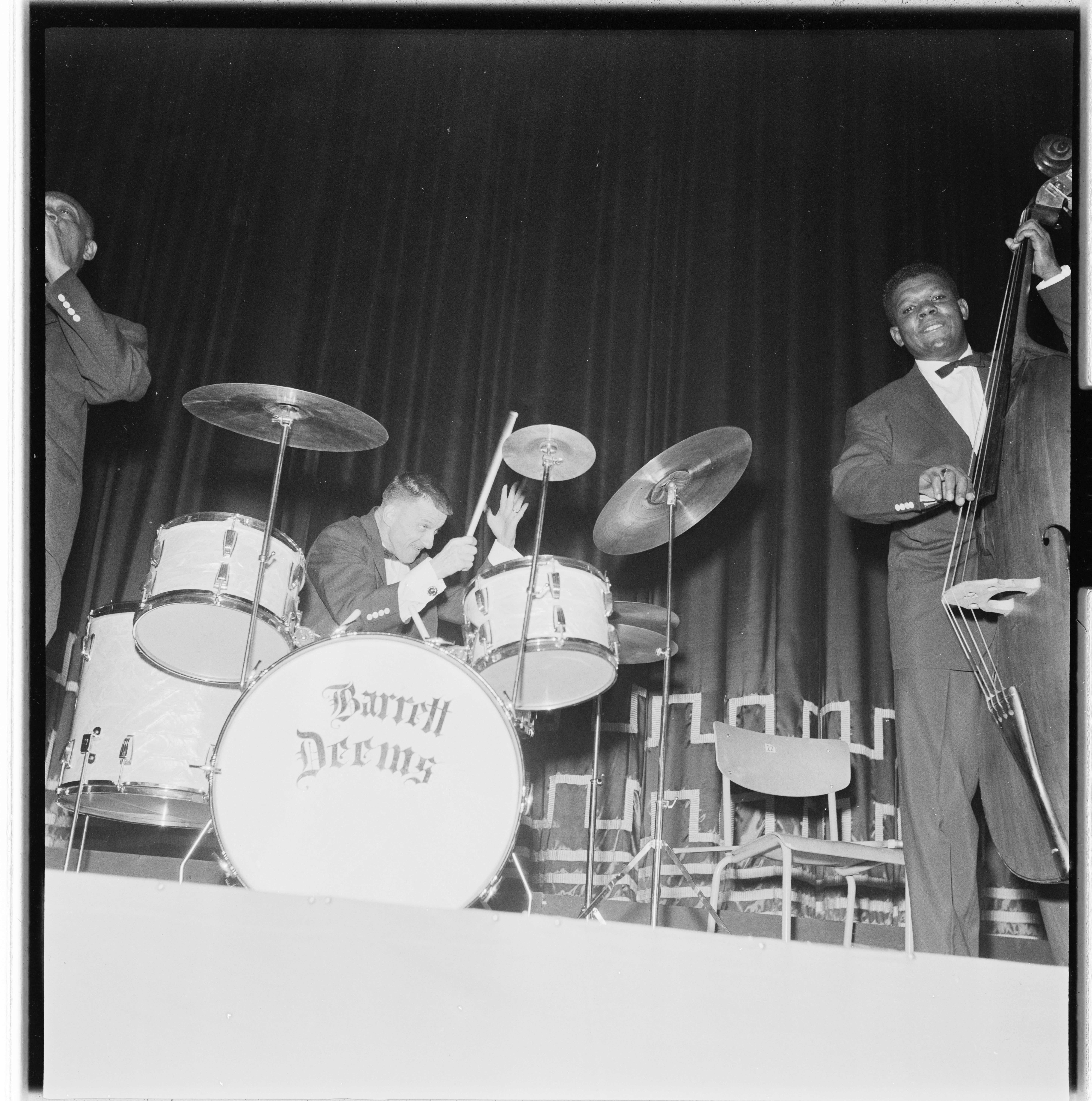
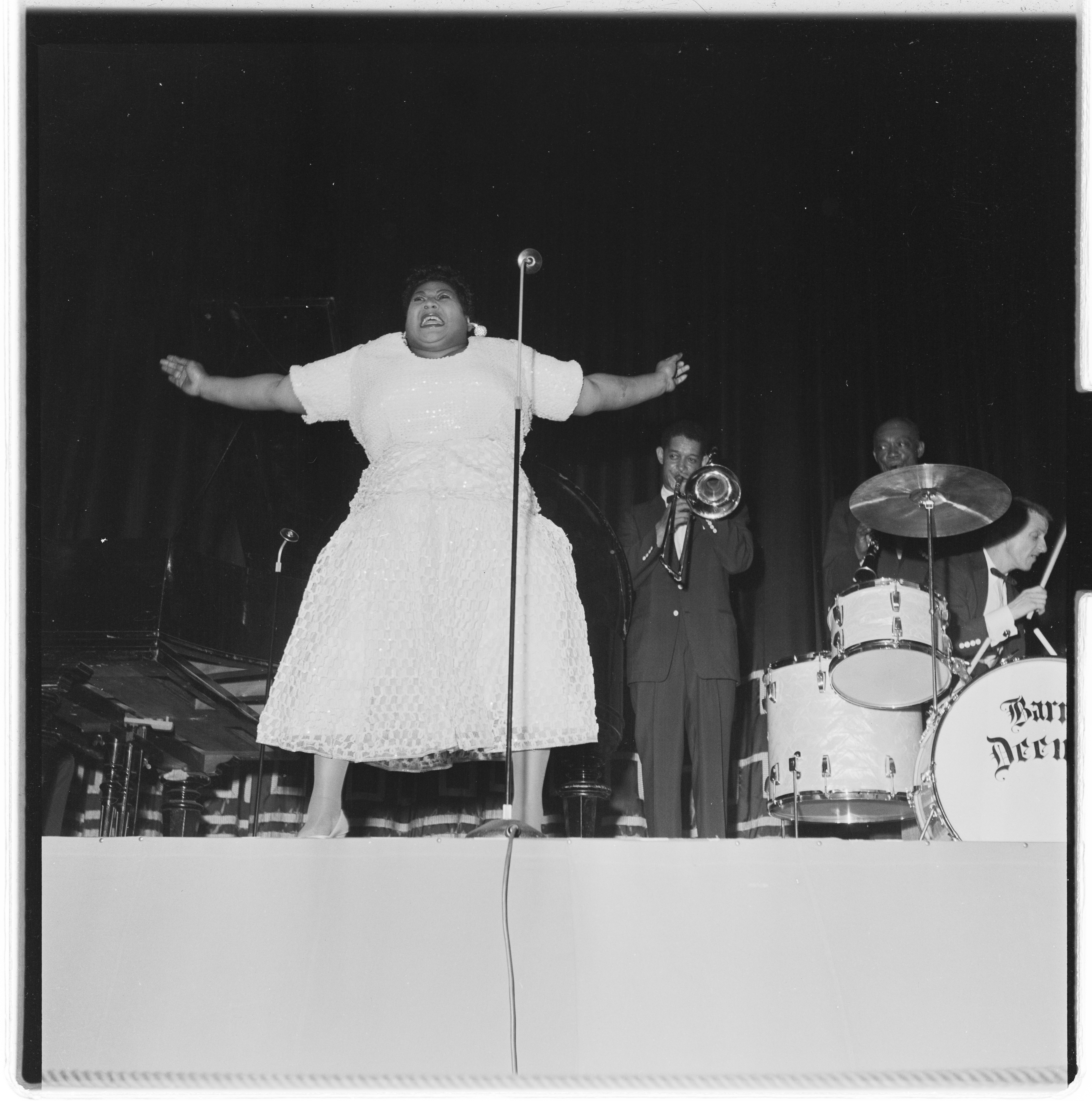
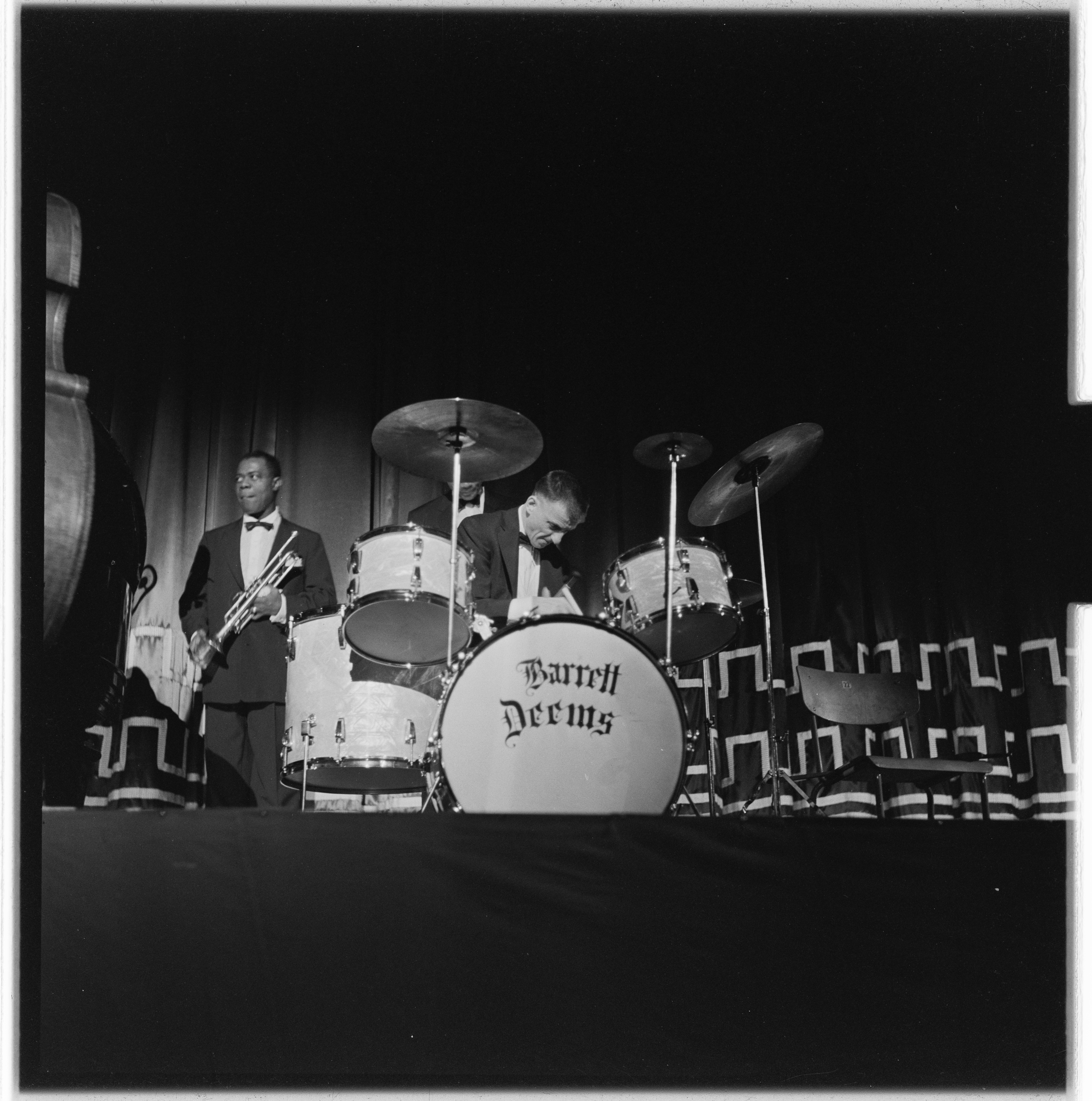

## وصلات خارجية
- باريت جوزيف على موقع IMDb (الإنجليزية)
- باريت جوزيف على موقع ميوزك برينز (الإنجليزية)
- باريت جوزيف على موقع أول ميوزيك (الإنجليزية)
- باريت جوزيف على موقع ديسكوغز (الإنجليزية)